# Rubén Darío Insúa
Rubén Darío Insúa Carballo (ur. 17 kwietnia 1961 w Buenos Aires) – argentyński piłkarz występujący na pozycji ofensywnego pomocnika, reprezentant Argentyny, trener piłkarski, od 2024 roku prowadzi Barracas Central.
Jest ojcem piłkarzy Robertino Insúi i Rodrigo Insúi.